# Estadi Juan Ramón Loubriel
L'Estadi Juan Ramón Loubriel és un estadi de futbol amb una capacitat de 12.500 seients, ubicat a Bayamón, Puerto Rico. Va ser construït el 1974 per jugar a beisbol i fou la seu dels Vaqueros de Bayamon fins al 2003. A partir del 2003 fou la seu d'un altre club professional, els Puerto Rico Islanders FC. Ara també és la seu del Bayamon FC, un club de la Puerto Rico Soccer League. L'estadi va ser la seu del partit entre Espanya i Puerto Rico el 2012 amb un resultat de 2-1 a favor del visitant.